# Francesco Maria Talò
Francesco Maria Talò (* 16. August 1958 in La Spezia) ist ein italienischer Diplomat.
Seine Zwillingsschwester ist Ornella Romano Talò.

## Studium
Am 19. Juli 1982 schloss er ein Studium der Rechtswissenschaft an der Universität La Sapienza ab.

## Werdegang
Am 1. März 1984 trat er in den auswärtigen Dienst. Von 1985 bis 1987 wurde er in der Abteilung für Öffentlichkeitsarbeit beschäftigt. Von 1987 bis 1991 war er Gesandtschaftssekretär in Tokio, wo er 1988 zum Gesandtschaftssekretär erster Klasse ernannt wurde. Von 1991 bis 1995 wurde er in Bonn beschäftigt, wo er 1995 zum Gesandtschaftsrat ernannt wurde. Von 1995 bis 1996 gehörte er der Task Force der EU-Präsidentschaft Italiens an. Von 1996 bis 1997 wurde er in Rom beschäftigt. Von 1997 bis 1998 wurde er im Büro des Außenministers beschäftigt. Von 1998 bis 2002 war er Gesandtschaftsrat beim UNO-Hauptquartier, wo er 2000 zum Gesandtschaftsrat erster Klasse ernannt wurde. Von 2002 bis 2006 gehörte er zum Beraterstab des Premierministers, wo er 2005 zum stellvertretenden Leiter dieser Institution aufgerückt war. Von 2006 bis 2007 leitete er die Abteilung Südamerika. Von 2007 bis 2011 war er Generalkonsul in New York City. Von 2011 bis 2012 war er Sondergesandter des Außenministers für Afghanistan und Pakistan. Vom 20. August 2012 bis 4. August 2017 war er Botschafter in Tel Aviv.
Talò ist Leutnant der Reserve der Carabinieri. Er ist verheiratet und hat drei Kinder.
| Vorgänger      | Amt                                                                      | Nachfolger          |
| -------------- | ------------------------------------------------------------------------ | ------------------- |
| Luigi Mattiolo | Italienischer Botschafter in Tel Aviv 20. August 2012 bis 4. August 2017 | Gianluigi Benedetti |